# جيريمياه سميث
جيريمياه سميث (بالإنجليزية: Jeremiah Smith)‏ هو محامي وقاضي وسياسي أمريكي، ولد في 29 نوفمبر 1759 في بيتربورو في الولايات المتحدة، وتوفي في 21 سبتمبر 1842 في دوفر في الولايات المتحدة. حزبياً، نشط في الحزب الفيدرالي الأمريكي. وقد انتخب حاكم نيو هامبشاير ‏ وانتخب عضو مجلس النواب الأمريكي.